# Consoante velar labializada
Uma consoante labializada velar ou simplesmente labiovelar é uma consoante velar que é labializada, com articulação secundária semelhante a um /w/. Os exemplos comuns são [kʷ, ɡʷ, xʷ, ŋʷ], que são pronunciados como a [k, ɡ, x, ŋ], com lábios arredondados, como a plosiva velar surda labializada [kʷ]. Esses sons ocorrem em toda a África e nas América, no Cáucaso, etc. 

## Aproximantes velares labializados
A consoante labiovelar mais comum é a aproximante labiovelar expressa [w]. Normalmente é um velar labializado, assim como seu primo vocálico [u]. (A labialização é chamada de arredondamento nas vogais, e uma posição velar é chamada de posterior.)
No entanto, línguas como o japonês e talvez as línguas iroquesas do norte têm algo mais próximo de uma verdadeira aproximação labial-velar em que os lábios se unem. Na transcrição fechada, o símbolo [w] pode então ser evitado ou usado com um diacrítico inferior: [w̜].  
[w] e seu equivalente surdo são os únicos velars labializados com símbolos no AFI dedicados:   
| AFI | Descrição                       | Exemplo | Exemplo | Exemplo | Exemplo     |
| AFI | Descrição                       | Língua  | Escrita | AFI     | Significado |
| --- | ------------------------------- | ------- | ------- | ------- | ----------- |
|     | Fricativa labial-velar surda    | Inglês  | which   | [ʍɪtʃ]1 | Qual        |
|     | Aproximante labiovelar expressa | Inglês  | witch   | [wɪtʃ]  | Bruxa       |

A aproximante surda é tradicionalmente chamada de "fricativa labial-velar surda", mas as fricativas duplamente articuladas verdadeiras não são conhecidas por serem usadas em nenhuma língua, pois são muito difíceis de pronunciar e ainda mais difíceis de distinguir. 

## Desenvolvimento histórico
Velares labializados frequentemente derivam de um velar simples seguido por uma vogal arredondada (labializada), como [u] ou [o]. Por sua vez, às vezes podem se desenvolver em consoantes bilabiais simples. Um exemplo disto é o desenvolvimento de proto-Indo-europeu *kʷ, *gʷ antes de *a ou *o em grego /p, b/, produzindo cognatos tão diferentes como no inglês come e basis. A sequência completa é demonstrada pelo dialeto satsuma do japonês: no satsuma do norte, japonês padrão [kue] 'comer!' se contraiu a [kʷe]; no sul de satsuma, e contraiu até [pe].
Um desenvolvimento notável é o *kʷ inicial em palavras interrogativas proto-indo-européias. Em português, ele é representado como qu (qual), pronunciado /kʷ/ na maioria dos dialetos e /k/ alofonicamente na fala casual, no inglês, ele virou /h/ ou /w/. Em contraste, no latim e seus descendentes, as línguas românicas, que se desenvolveram em qu (mais tarde espanhol cu (cuando) e c (como)), são pronunciadas variadamente como /kw/ ou /k/. 
A grafia fonêmica do inglês kw para qu (como em kwik) ecoa sua origem.